# St.-Jacobsstraat (Utrecht)
De St.-Jacobsstraat (voorheen Jacobistraat) is een straat in het centrum van de Nederlandse stad Utrecht. De circa 300 meter lange straat loopt vanaf de kruising Vredenburg en de Lange Viestraat tot aan de Nieuwekade en de Monicabrug met daarachter de Oudenoord.
In de jaren dertig is de St.-Jacobsstraat dwars door Wijk C heen gelegd, formeel om verkeerskundige redenen. Het resultaat leverde hoe dan ook een ontsluiting op van de buitenwijk Pijlsweerd en greep op grote schaal in op Wijk C. De nieuwe straat doorsneed de bestaande straten zoals de Rozenstraat. Het meest zuidelijke gedeelte heette tot 1940 Korte Viestraat/Korte Viesteeg. In noordelijke richting is de straat vervolgens verlengd door middel van grootschalige sloop van in de weg staande panden en het opofferen van het Oranjepark.
Deze straat heeft vandaag de dag vijf zijstraten, dat zijn de Oranjestraat, Waterstraat (deze kruist de St.-Jacobsstraat), Rozenstraat aan de ene kant en Bergstraat aan de andere kant plus als laatste de Lange Koestraat.
Daarnaast bevindt zich aan de St.-Jacobsstraat het Jacobskerkhof met daaraan de Jacobikerk. In het verleden bevond zich hier het kantoor van de Coöperatieve Centrale Raiffeisenbank deze zat aan een rotonde. Deze rotonde alsook de bank zijn daar niet meer. De naam van deze bank is verdwenen daar de bank is samengegaan met de Boerenleenbank en nu bekend is onder de naam Rabobank. Op de plaats waar de rotonde zich bevond is nu de Monicabrug, genoemd naar de inmiddels ook al verdwenen St. Monicakerk die daar ook ooit is geweest zodat dit gedeelte van de stad een complete metamorfose heeft ondergaan. Voor de toenmalige Raiffeisenbank stond ook een beeld, Merrie met Veulen van de beeldhouwer Pieter d'Hont gemaakt in 1971.

## Fotogalerij

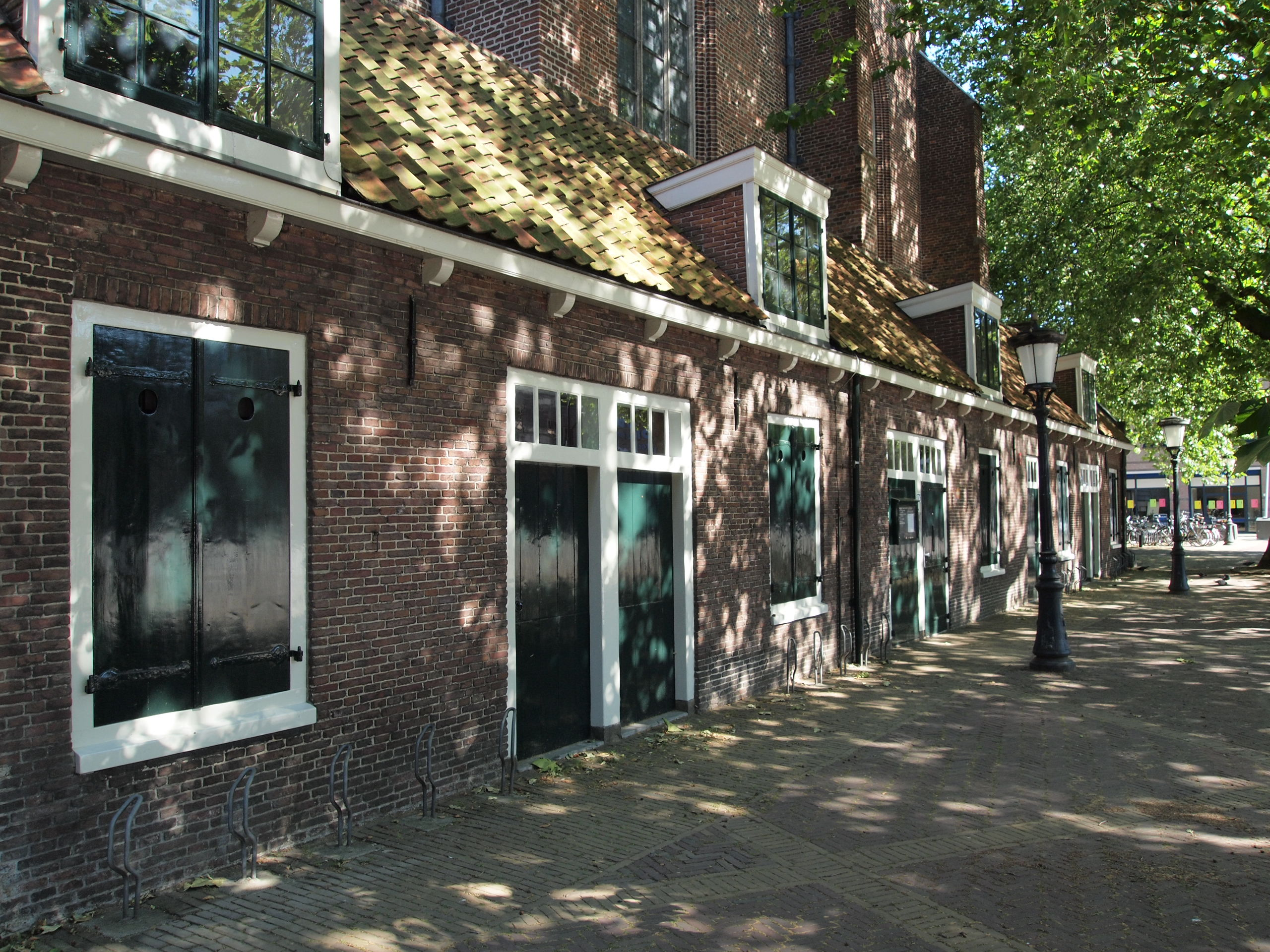
Huisje St.-Jacobsstraat 171 schuin tegenover het Volksbuurtmuseum Wijk C[6] met achter deze huisje de Jacobikerk
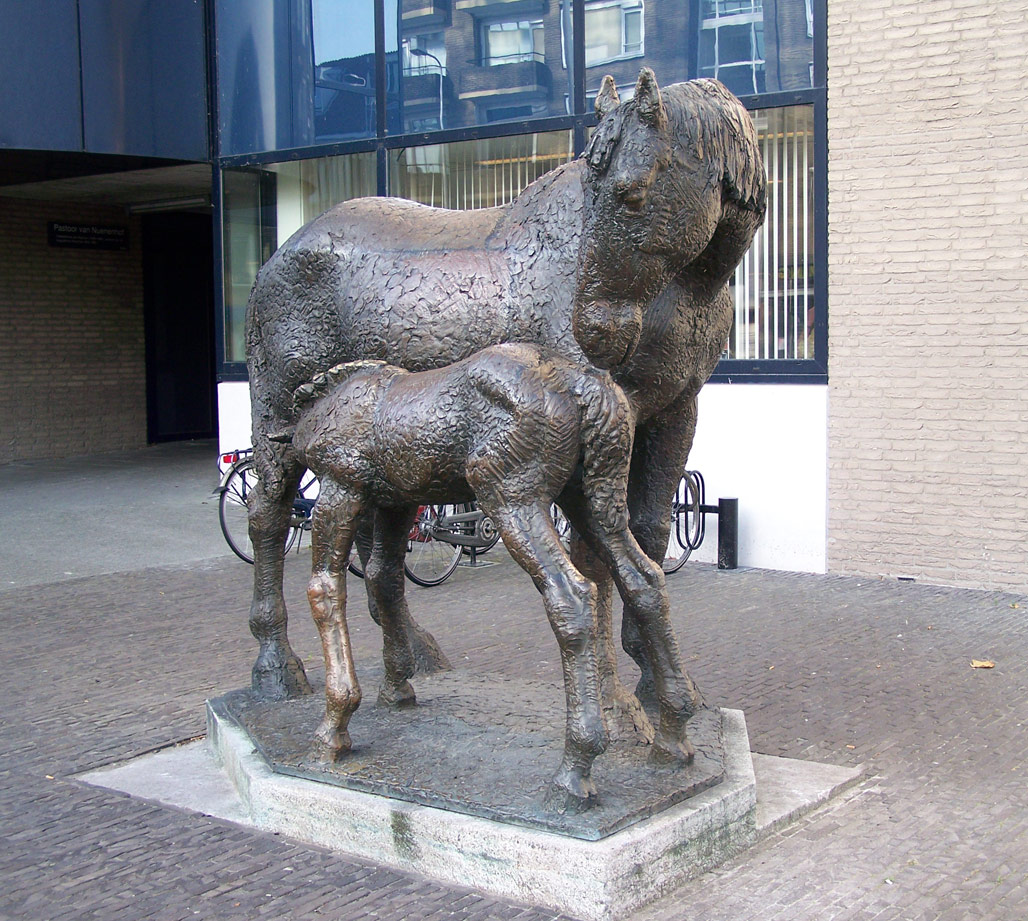
Bronsbeeld Merrie met Veulen (1985) van de beeldhouwer Pieter d'Hont nabij de Monicabrug aan de St.-Jacobsstraat 326
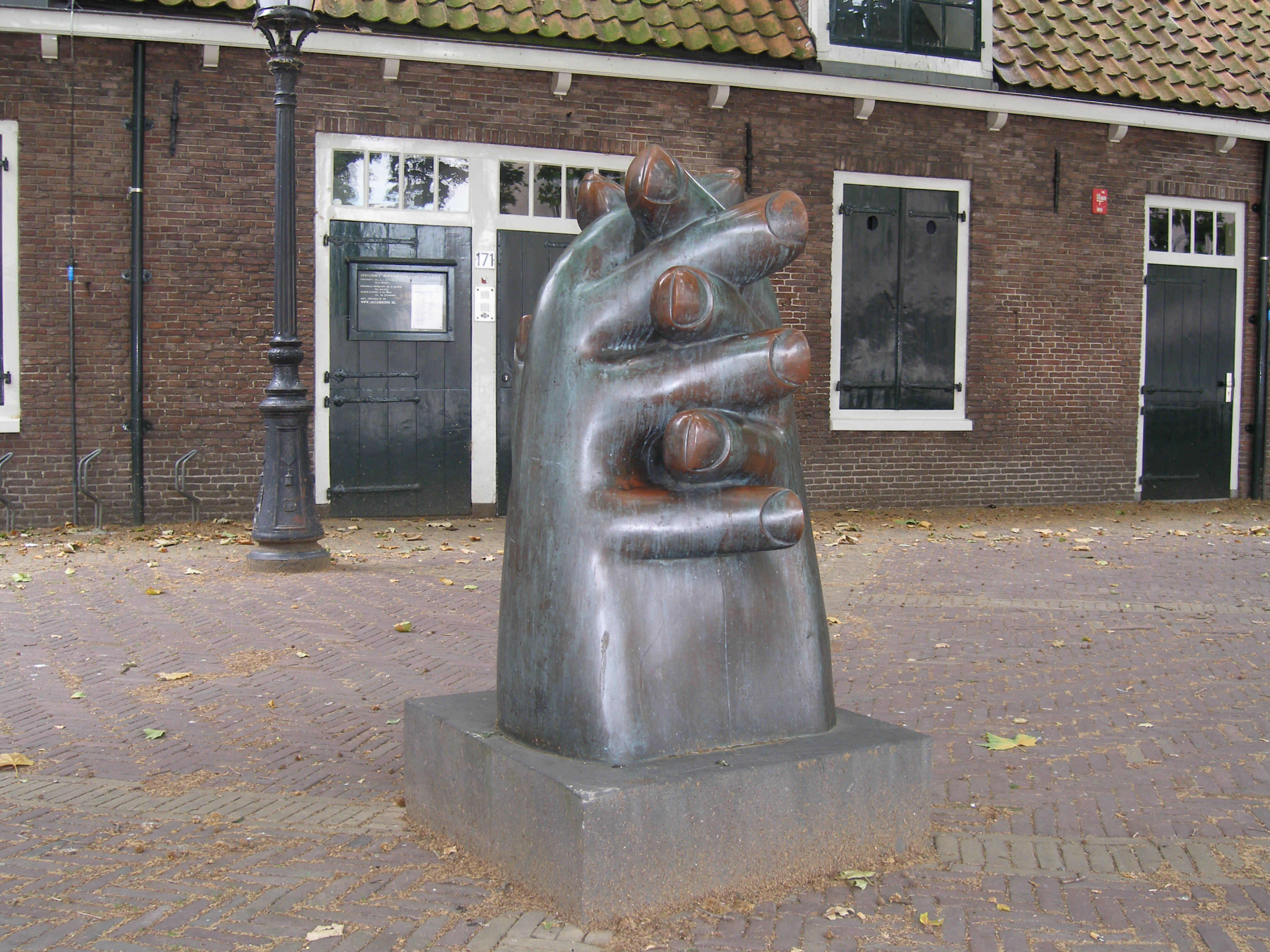
Bronsbeeld Gedankenkopf (1980) van kunstenaar Rainer Kriester aan de St.-Jacobsstraat voor woning 171
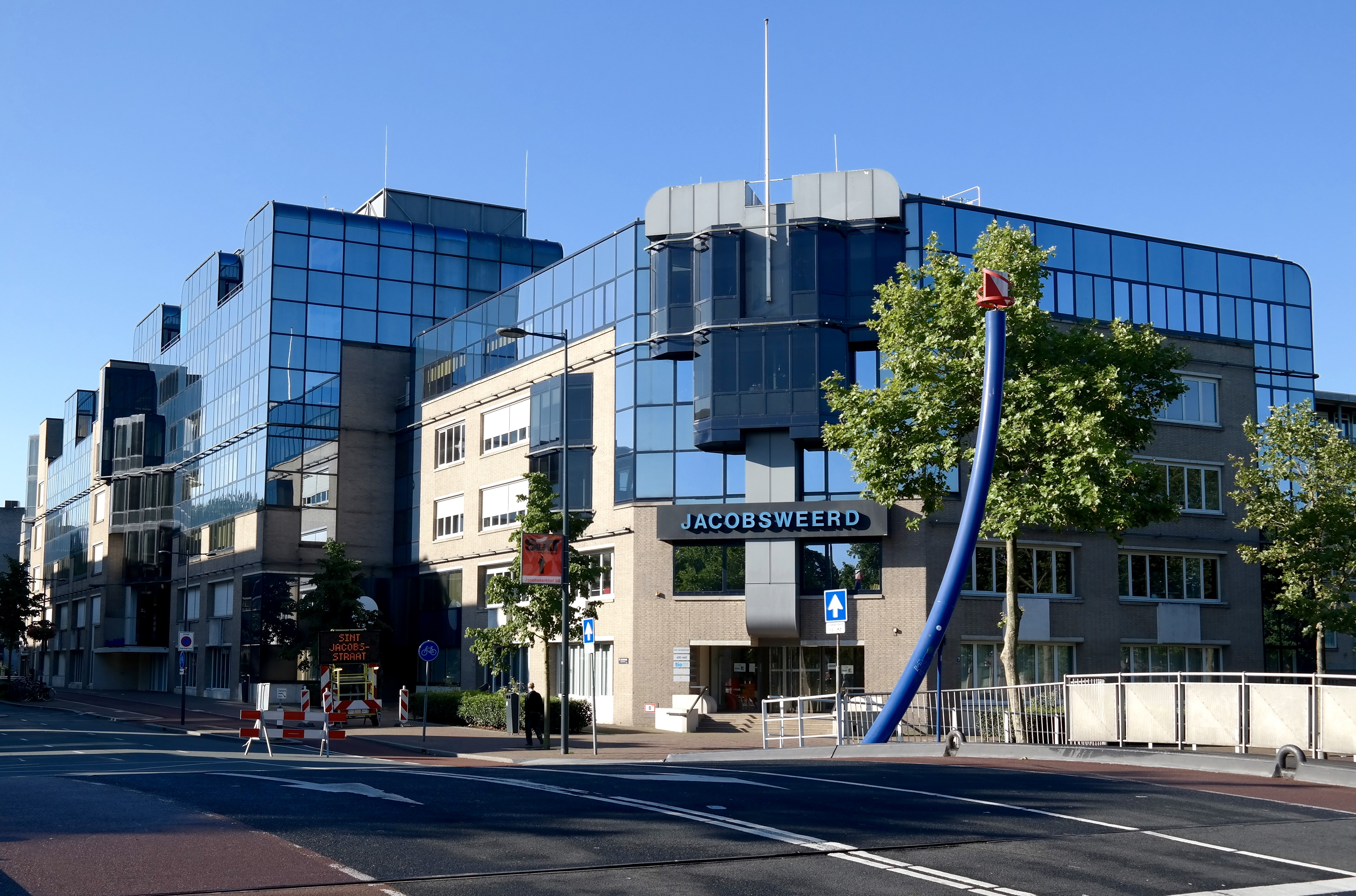
Het postmoderne gebouw Jacobsweerd (nrs 200-440) op de hoek met de Nieuwe Kade

3e Buurkerksteeg ·
A.B.C.-straat ·
Abraham Dolesteeg ·
Achter de Dom ·
Achter St.-Pieter ·
Agnietenstraat ·
Ambachtstraat ·
Annastraat ·
Bakkerstraat ·
Breedstraat ·
Boothstraat ·
Boterstraat ·
Brigittenstraat ·
Bijlhouwerstraat ·
Catharijnekade ·
Catharijnesingel ·
Choorstraat ·
Croeselaan ·
Domplein ·
Domstraat ·
Donkere Gaard ·
Donkerstraat ·
Dorstige Hartsteeg ·
Drakenburgstraat ·
Drieharingstraat ·
Drift ·
Eligenstraat ·
Ganzenmarkt ·
Geertekerkhof ·
Hamburgerstraat ·
Hamsteeg ·
Hanengeschrei ·
Hardebollenstraat ·
Haverstraat ·
Hekelsteeg ·
Herenstraat ·
Hoogt ·
Jaarbeursplein ·
Jacobsgasthuissteeg ·
Jacobijnenstraat ·
Jansdam ·
Janskerkhof ·
Jansveld ·
Jodenrijtje ·
Keistraat ·
Keizerstraat ·
Kintgenshaven ·
Kleine Slachtstraat ·
Korte Jansstraat ·
Korte Lauwerstraat ·
Korte Minrebroederstraat ·
Korte Nieuwstraat ·
Korte Smeestraat ·
Kromme Nieuwegracht ·
Lange Elisabethstraat ·
Lange Jansstraat ·
Lange Jufferstraat ·
Lange Lauwerstraat ·
Lange Nieuwstraat ·
Lange Smeestraat ·
Lange Viestraat ·
Lauwersteeg ·
Leidseveer ·
Lichte Gaard ·
Loeff Berchmakerstraat ·
Lucasbolwerk ·
Lijnmarkt ·
Mariahoek ·
Mariaplaats ·
Massegast ·
Minrebroederstraat ·
Moreelsepark ·
Muntstraat ·
Neude ·
Nicolaas Beetsstraat ·
Nieuwegracht ·
Nobeldwarsstraat ·
Nobelstraat ·
Oudegracht ·
Oudkerkhof ·
Paardenveld ·
Pieterskerkhof ·
Pieterstraat ·
Plompetorenbrug ·
Plompetorengracht ·
Potterstraat ·
Predikherenkerkhof ·
Predikherenstraat ·
Ridderschapstraat ·
Servetstraat ·
Slachtstraat ·
St.-Jacobsstraat ·
Springweg ·
Stadhuisbrug ·
Steenweg ·
Sterrenburg ·
Strosteeg ·
Telingstraat ·
Tolsteegbarrière ·
Tolsteegbrug ·
Trans ·
Twijnstraat en Twijnstraat aan de Werf ·
Van Asch van Wijckskade ·
Vinkenburgstraat ·
Vismarkt ·
Voetiusstraat ·
Voorstraat ·
Vredenburg ·
Waterstraat ·
Wed ·
Wittevrouwenstraat ·
Wijde Begijnestraat ·
Zadelstraat ·
Zakkendragerssteeg ·
Zuilenstraat ·
Zwaansteeg